# Right Said Fred
Right Said Fred er en popgruppe fra Storbritannien. Gruppen blev dannet i 1989. Gruppens største hit er singlen "I'm Too Sexy" fra 1991.
| Musikgruppe | Spire Denne artikel om en britisk musikgruppe er en spire som bør udbygges. Du er velkommen til at hjælpe Wikipedia ved at udvide den. |